# Mr. Monk Is Open for Business
Mr. Monk Is Open for Business è il diciottesimo romanzo basato sulla serie televisiva Detective Monk. È stato pubblicato il 3 giugno 2014. Come gli altri romanzi, la storia è narrata da Natalie Teeger, l'assistente di Adrian. Si tratta del terzo romanzo della serie ad essere scritto da Hy Conrad.

## Trama
Natalie affitta un ufficio per sé e Monk per rendere il loro lavoro come consulenti investigatori ufficiale. Il tenente Amy Devlin si rivolge immediatamente ai due, chiedendoli di aiutarlo a risolvere un caso di triplice omicidio commesso da un uomo che è riuscito ad eludere la polizia.

## Personaggi

### Personaggi della serie televisiva
- Adrian Monk: il detective protagonista del romanzo, interpretato nella serie da Tony Shalhoub
- Natalie Teeger: assistente di Adrian e narratrice del racconto, interpretata nella serie da Traylor Howard

### Personaggi del romanzo
- Amy Devlin: Un tenente, braccio destro di Leland Stottlemeyer al San Francisco Police Department.